# Lurigancho (distrito)
O distrito de Lurigancho é um dos quarenta e três distritos que formam a Província de Lima, pertencente a Região Lima, na zona central do Peru.

## História
O então Presidente da República, Nicolás de Piérola, baixou o decreto de 9 de novembro de 1896, crea o distrito da Lurigancho-Chosica.

## Prefeitos
- 2019-2022: Víctor Castillo Sánchez
- 1993-2018: Luis Fernando Bueno Quino.

## Festas
- Cruzes
- Senhor dos Milagres (Lima)

## Transporte
O distrito de Lurigancho é servido pela seguinte rodovia:
- LM-114, que liga a cidade de Arahuay ao distrito de Chaclacayo
- PE-22, que liga o distrito de Ate (Província de Lima) à cidade de La Oroya (Região de Junín) [1][2][3]